# Preç Zogaj
Preç Zogaj (Lezha, 5 dicembre 1957) è un poeta e scrittore albanese.
Dopo aver concluso gli studi universitari nella capitale, lavora per la casa editrice Naim Frashëri.
Dai moti di rivolta del 1990 contro il regime comunista è Deputato al Parlamento e in precedenza è stato ministro della cultura.

## Opere

### Poesia
- Emrat tuaj ("I tuoi nomi", Tirana, 1985)
- E pakrye ("L'incompiuta", Tirana, 1987)
- A thua do të vish duke qeshur ("Forse verrai ridendo", Tirana, 1988)

### Racconti
- La donna di tutti (1989)
- Vonesa ("Il ritardo", raccolta, 1989)
- Shëtitorja ("La passeggiata", 1990)

### Romanzi
- Pa histori ("Senza storia", 1993)